# Route nationale 790
Pour les articles homonymes, voir Route 790.
La route nationale 790 ou RN 790 était une route nationale française reliant Malakoff à Quimperlé. À la suite de la réforme de 1972, elle a été déclassée en RD 790.

## Ancien tracé de Malakoff à Quimperlé (D 790)
- Malakoff, commune de Plaintel,  Échangeur entre D 700 (Saint-Brieuc, Plaintel) et D 790
- Quintin
- Corlay
- Plounévez-Quintin
- Échangeur entre N 164 (Quimper, Carhaix-Plouguer, Rennes) et D 790 (en projet)
- Rostrenen
- Plouray
- Carrefour giratoire entre D 790 et D 769 (Lorient, Plouay, Gourin, Morlaix) à l'entrée du Faouët
- Le Faouët
- Quimperlé